# 賀楽内親王
賀楽内親王（からないしんのう）は、桓武天皇の皇女。母は女御・橘御井子で、同母姉妹に菅原内親王がいる。天長4年（827年）12月に四品、承和13年（847年）1月に三品となる。貞観16年（874年）薨去。